# Nienke Latten
Nienke Latten (* 1995 in Voorburg) ist eine niederländische Musicaldarstellerin.

## Karriere
Latten wuchs in den Niederlanden auf und studierte Musical am Muziektheater Tilburg, welches sie 2017 mit Diplom abschloss. Einer ihrer Lehrer war Edward Hoepleman. Während ihres Studiums spielte sie Rollen wie Elisabeth in Elisabeth, Chava in Fiddler on the Roof und Maria in West Side Story.
2018 kam sie nach Deutschland um in Hamburg Prinzessin Jasmin im Disney Musical Aladdin zu spielen. Nach Hamburg spielte sie die Rolle auch bis 2021 im Stuttgarter Apollo Theater.
Danach kehrte sie in die Niederlande zurück, um in Aalsmeer die Erstbesetzung Mira im Musical One zu spielen.
Am 22. September 2022 gab Latten ihr Debüt in Österreich. Sie übernahm die Hauptrolle „ICH“ in der VBW-Eigenproduktion Rebecca im Raimund Theater in Wien. Sie blieb auch für die Wiederaufnahme des Stückes und spielte die Rolle bis zur Dernière am 7. Januar 2024.
Vom 31. März bis zum 10. April 2023 war sie ebenfalls bei den Vereinigten Bühnen Wien als Maria Magdalena in „Jesus Christ Superstar - the rock-musical in concert“ im Raimund Theater zu sehen.
Im Herbst 2022 war sie zusammen mit Abla Alaoui auf dem Cover des Look! Magazins aus Wien. Von Juni 2024 bis Juli 2025 verkörperte sie die Hauptrolle der Anna in der niederländischen Version von Die Eiskönigin – Das Musical. Ab Oktober 2025 wird Latten die Rolle der Maria Theresia in der Uraufführung des gleichnamigen Musicals spielen.

## Produktionen
| Stück                        | Rolle                         | Theater                  | Spielort  | Land                    | Jahr    | Notiz                  |        |
| ---------------------------- | ----------------------------- | ------------------------ | --------- | ----------------------- | ------- | ---------------------- | ------ |
| West Side Story              | Maria                         | —                        | —         | Niederlande             | —       | Während der Ausbildung | [ 6 ]  |
| Fiddler On The Roof          | Chava                         | —                        | —         | Niederlande             | —       | Während der Ausbildung | [ 6 ]  |
| Elisabeth                    | Elisabeth                     | —                        | —         | Niederlande             | —       | Während der Ausbildung | [ 6 ]  |
| West Side Story Concert      | Maria                         |                          |           | Niederlande             | 2016/17 |                        |        |
| Der gestiefelte Kater        | Tessa                         | —                        | Tour      | Niederlande und Belgien | 2017/18 |                        |        |
| Aladdin – das Musical        | Prinzessin Jasmin             | Stage Theater Neue Flora | Hamburg   | Deutschland             | 2018/19 |                        |        |
| Aladdin – das Musical        | Prinzessin Jasmin             | Stage Apollo Theater     | Stuttgart | Deutschland             | 2019–21 |                        | [ 7 ]  |
| One – de Musical             | Mira                          | Broadway Theater         | Aalsmeer  | Niederlande             | 2021/22 |                        | [ 8 ]  |
| Jesus Christ Superstar       | Erstbesetzung Maria Magdalena | Raimund Theater          | Wien      | Österreich              | 2023    |                        | [ 9 ]  |
| Rebecca – das Musical        | Erstbesetzung „Ich“           | Raimund Theater          | Wien      | Österreich              | 2022–24 |                        | [ 10 ] |
| Die Eiskönigin – das Musical | Anna                          | Circustheater            | Den Haag  | Niederlande             | 2024/25 |                        | [ 11 ] |
| Maria Theresia – das Musical | Maria Theresia                | Ronacher Theater         | Wien      | Österreich              | 2025    |                        | [ 12 ] |

## Diskographie
- 2021: One – de Musical, Gesamtaufnahme Aalsmeer
- 2021: From a Distance, Single[13]
- 2021: Light, Single[14]
- 2021: Winter is Over, Single
- 2021: Wolves, Single
- 2022: Rebecca – das Musical, Gesamtaufnahme Wien[15]
- 2025: Jou verliezen (Deutscher Titel: Du bist Alles) aus Die Eiskönigin — Das Musical mit Vajèn van den Bosch[16]
- 2025: It would be you, Single
- 2025: Repair, Single